# Yūma Funabashi
Yūma Funabashi (japanisch 船橋 勇真 Funabashi Yūma; * 13. November 1997 in der Präfektur Tokio) ist ein japanischer Fußballspieler.

## Karriere
Funabashi erlernte das Fußballspielen in der Universitätsmannschaft der Edogawa-Universität. Seinen ersten Vertrag unterschrieb er 2020 bei YSCC Yokohama. Der Verein aus Yokohama spielte in der dritthöchsten Liga des Landes, der J3 League. Für Yokohama bestritt er 56 Drittligaspiele und schoss dabei zwei Tore. Im Januar 2022 wechselte er nach Nagano zum Ligakonkurrenten AC Nagano Parceiro. Hier stand er zwei Spielzeiten unter Vertrag und bestritt 45 Drittligaspiele. Im Januar 2024 wechselte er zum Zweitligisten Thespakusatsu Gunma. Am Ende der Saison 2024 musste er mit dem Verein als Tabellenletzter den Weg in die Drittklassigkeit antreten.